# Мокрое Поле (Башкортостан)
Мокрое Поле — упразднённый хутор Караидельского района БАССР России. Жили русские (1959). Ныне урочище на территории Озёркинского сельсовета Республики Башкортостан Российской Федерации.

## География
Располагался в левобережье р. Баяз, возле реки Отарзъян.

### Географическое положение
Расстояние, на 1 июня 1952 года, до:
- районного центра (Караидель): 64 км,
- центра сельсовета (Круш): 9 км,
- ближайшей ж/д станции (Щучье Озеро): 144 км.

## История
Основан в начале 20 века припущенниками из бывших государственных крестьян на землях башкир в Сарсинской волости Бирского уезда.
В 1939, 1952, 1959 году в составе Крушинского сельсовета.
К 1969 году не упоминается в справочнике административно-территориального деления.
Существовал до 1970-х годов.

## Население
В 1920 году насчитывалось 184 человек.
По Всесоюзной переписи 1939 года на хуторе проживали 65 человек (из них 27 мужчин, 38 женщин), по Всесоюзной переписи 1959 года — 19 (из них 8 мужчин, 11 женщин).